# Championnat du Vietnam de football 1985
Navigation
Saison précédente Saison suivante
La saison 1985 du Championnat du Viêt Nam de football est la cinquième édition du championnat de première division au Viêt Nam. Dix-huit clubs s'affrontent lors d'une édition disputée à échelle nationale. 
Le championnat se déroule en plusieurs phases :
- la première phase voit les dix-huit club répartis en trois poules de six. Ils s'affrontent à deux reprises; les quatre premiers se qualifient pour la deuxième phase, les deux derniers de chaque groupe doivent participer à la poule de relégation.
- lors de la deuxième phase, les douze qualifiés sont à nouveau répartis en deux poules et affrontent une seule fois leurs adversaires. Seuls les deux premiers se qualifient pour la phase finale.
- la phase finale est disputée sous forme de matchs à élimination directe (demi-finales et finale sur un seul match).

C'est le club de Cong Nghiep Ha Nam Dinh, qui remporte le championnat après avoir battu Cong An Ho Chi Minh en finale nationale. C'est le tout premier titre de champion du Viêt Nam de l'histoire du club.

## Les clubs participants
| - Công An Hà Nội - Quan Khu - Cang Sai Gon - Công nhân Nghĩa Bình - Lam Dong - Promu de D2 - Than Quang Ninh | - Tông Cuc Düòng Sát - Phong Khong - Cong An Ho Chi Minh - Cang Hai Phong - Cong Nhan Tuc Phan - Promu de D2 - CNXD Ha Noi | - Hai Quan - Quan Khu Thu Do - Cong Nghiep Ha Nam Dinh - Phu Khanh - Quang Nam Da Nang - Câu Lac Bô Quân Dôi |

## Compétition
Le barème utilisé pour établir les différents classement est le suivant :
- Victoire : 2 points
- Match nul : 1 point
- Défaite : 0 point

### Première phase
| Rang | Équipe                  | Pts | J  | G | N | P | Bp | Bc | Diff |
| ---- | ----------------------- | --- | -- | - | - | - | -- | -- | ---- |
| 1    | Cong Nghiep Ha Nam Dinh | 15  | 10 | 5 | 5 | 0 | 9  | 3  | +6   |
| 2    | Hai Quan                | 12  | 10 | 5 | 2 | 3 | 14 | 9  | +5   |
| 3    | Công An Hà NộiT         | 10  | 10 | 4 | 2 | 4 | 9  | 7  | +2   |
| 4    | Quan Khu 3              | 8   | 10 | 3 | 2 | 5 | 8  | 11 | -3   |
| 5    | Tông Cuc Düòng Sát      | 8   | 10 | 2 | 4 | 4 | 9  | 11 | -2   |
| 6    | Quang Nam Da Nang       | 7   | 10 | 2 | 3 | 5 | 6  | 14 | -8   |

| Rang | Équipe               | Pts | J  | G | N | P | Bp | Bc | Diff |
| ---- | -------------------- | --- | -- | - | - | - | -- | -- | ---- |
| 1    | Cang Sai Gon         | 15  | 10 | 7 | 1 | 2 | 14 | 6  | +8   |
| 2    | Cong An Ho Chi Minh  | 13  | 10 | 5 | 3 | 2 | 10 | 7  | +3   |
| 3    | Công nhân Nghĩa Bình | 11  | 10 | 4 | 3 | 3 | 11 | 14 | -3   |
| 4    | Quan Khu Thu Do      | 7   | 10 | 2 | 3 | 5 | 8  | 10 | -2   |
| 5    | Than Quang Ninh      | 7   | 10 | 2 | 3 | 5 | 9  | 13 | -4   |
| 6    | CNXD Ha Noi          | 7   | 10 | 1 | 5 | 4 | 4  | 6  | -2   |

| Rang | Équipe              | Pts | J  | G | N | P | Bp | Bc | Diff |
| ---- | ------------------- | --- | -- | - | - | - | -- | -- | ---- |
| 1    | Câu Lac Bô Quân Dôi | 13  | 10 | 5 | 3 | 2 | 16 | 12 | +4   |
| 2    | Cang Hai Phong      | 12  | 10 | 4 | 4 | 2 | 8  | 4  | +4   |
| 3    | Lam DongP           | 10  | 10 | 3 | 4 | 3 | 10 | 9  | +1   |
| 4    | Phong Khong         | 9   | 10 | 4 | 1 | 5 | 9  | 11 | -2   |
| 5    | Cong Nhan Tuc PhanP | 10  | 10 | 2 | 6 | 2 | 11 | 11 | 0    |
| 6    | Phu Khanh           | 6   | 10 | 1 | 4 | 5 | 4  | 11 | -7   |

|  | Qualification pour la deuxième phase   |
|  | Participation au barrage de relégation |

### Deuxième phase
| Rang | Équipe                  | Pts | J | G | N | P | Bp | Bc | Diff |
| ---- | ----------------------- | --- | - | - | - | - | -- | -- | ---- |
| 1    | Cong Nghiep Ha Nam Dinh | 10  | 5 | 5 | 0 | 0 | 12 | 5  | +7   |
| 2    | Cong An Ho Chi Minh     | 8   | 5 | 4 | 0 | 1 | 9  | 4  | +5   |
| 3    | Cang Hai Phong          | 6   | 5 | 3 | 0 | 2 | 8  | 7  | +1   |
| 4    | Quan Khu 3              | 2   | 5 | 1 | 0 | 4 | 5  | 8  | -3   |
| 5    | Lam DongP               | 2   | 5 | 1 | 0 | 4 | 5  | 8  | -3   |
| 6    | Công nhân Nghĩa Bình    | 2   | 5 | 1 | 0 | 4 | 5  | 12 | -7   |

| Rang | Équipe              | Pts | J | G | N | P | Bp | Bc | Diff |
| ---- | ------------------- | --- | - | - | - | - | -- | -- | ---- |
| 1    | Câu Lac Bô Quân Dôi | 8   | 5 | 4 | 0 | 1 | 12 | 8  | +4   |
| 2    | Công An Hà NộiT     | 6   | 5 | 3 | 0 | 2 | 12 | 7  | +5   |
| 3    | Cang Sai Gon        | 6   | 5 | 3 | 0 | 2 | 9  | 6  | +3   |
| 4    | Hai Quan            | 6   | 5 | 3 | 0 | 2 | 9  | 7  | +2   |
| 5    | Quan Khu Thu Do     | 2   | 5 | 1 | 0 | 4 | 6  | 10 | -4   |
| 6    | Phong Khong         | 2   | 5 | 1 | 0 | 4 | 3  | 13 | -10  |

### Troisième phase

#### Demi-finales
| Équipe 1                | Résultat         | Équipe 2            |
| ----------------------- | ---------------- | ------------------- |
| Câu Lac Bô Quân Dôi     | Résultat inconnu | Cong An Ho Chi Minh |
| Cong Nghiep Ha Nam Dinh | Résultat inconnu | Công An Hà Nội      |

#### Finale nationale
| Équipe 1                | Résultat | Équipe 2            |
| ----------------------- | -------- | ------------------- |
| Cong Nghiep Ha Nam Dinh | 3 - 1    | Cong An Ho Chi Minh |

#### Poule de relégation
| Rang | Équipe              | Pts | J | G | N | P | Bp | Bc | Diff |
| ---- | ------------------- | --- | - | - | - | - | -- | -- | ---- |
| 1    | Than Quang Ninh     | 6   | 5 | 3 | 0 | 2 | 10 | 7  | +3   |
| 2    | Phu Khanh           | 6   | 5 | 3 | 0 | 2 | 9  | 7  | +2   |
| 3    | Quang Nam Da Nang   | 6   | 5 | 3 | 0 | 2 | 9  | 7  | +2   |
| 4    | Cong Nhan Tuc PhanP | 6   | 5 | 3 | 0 | 2 | 9  | 8  | +1   |
| 5    | CNXD Ha Noi         | 6   | 5 | 3 | 0 | 2 | 7  | 7  | 0    |
| 6    | Tông Cuc Düòng Sát  | 0   | 5 | 0 | 0 | 5 | 2  | 10 | -8   |

## Bilan de la saison
| Championnat du Viêt Nam de football 1985                             |                                     |
| Champion                                                             | Cong Nghiep Ha Nam Dinh (1er titre) |
| Promotions et relégations                                            |                                     |
| Promus en V-League                                                   | Công an Thanh Hóa                   |
| Promus en V-League                                                   | Song Lam Nghe Tinh                  |
| Promus en V-League                                                   | Cong An Hai Phong                   |
| Promus en V-League                                                   | Cong Nghiep Ho Chi Minh             |
| Relégués en Championnat du Viêt Nam de football de deuxième division | CNXD Ha Noi                         |
| Relégués en Championnat du Viêt Nam de football de deuxième division | Tông Cuc Düòng Sát                  |